# 葛根バスストップ
葛根バスストップ（かずらねバスストップ）は、兵庫県宍粟市山崎町葛根に位置する中国自動車道のバス停。中国ハイウェイバス（神姫バス・西日本ジェイアールバス）が停車する。大阪市までは約2時間で結ばれる。

## 停車する路線

### 高速バス
| のりば | 愛称               | 会社名                 | 行先                                              | 備考       |
| ------ | ------------------ | ---------------------- | ------------------------------------------------- | ---------- |
| 上り線 | 中国ハイウェイバス | 西日本JRバス・神姫バス | 大阪（新大阪駅・大阪駅JR高速バスターミナル・USJ） | 急行便のみ |
| 下り線 | 中国ハイウェイバス | 西日本JRバス・神姫バス | 津山（津山駅）                                    | 急行便のみ |

### 路線バス
兵庫県道53号宍粟下徳久線沿いの葛根バス停で客扱いを行う。
| のりば                       | 路線番号 | 会社名       | 行先・方面など                                   | 備考 |
| ---------------------------- | -------- | ------------ | ------------------------------------------------ | ---- |
| 県道53号（BS出入口側）       | 80       | ウエスト神姫 | （山崎高校経由）山崎                             |      |
| 県道53号（BS出入口の反対側） | 80       | ウエスト神姫 | （土万・船越・エーガイヤちくさ経由）千種・西河内 |      |

## アクセス
- ウエスト神姫 葛根バス停（兵庫県道53号宍粟下徳久線）

## 隣
E2A中国自動車道
(10)山崎IC/BS - (10-1)宍粟JCT - 揖保川PA - 葛根BS - 南光BS - (10-2)佐用JCT - (11)佐用IC/BS

## 位置情報
- 北緯35度02分39秒 東経134度27分27秒 / 北緯35.04417度 東経134.45750度
- 土万［北東］ - 地理院地図
- 宍粟市山崎町葛根 - Google マップ

- - Google マップでは葛根バスストップで検索しても正しく表示されないため、近傍の地点で代用。